# Tröbitz
Tröbitz ist eine Gemeinde im Landkreis Elbe-Elster im Süden Brandenburgs. Die Gemeinde gehört dem Amt Elsterland mit Sitz in der Gemeinde Schönborn an.

## Gemeindegliederung
Zu Tröbitz gehört der Wohnplatz Tröbitz Nord.

## Geschichte
Am 20. Dezember 1300 fand Tröbitz erstmals urkundliche Erwähnung. Der Herzog Rudolf von Sachsen verkaufte 1329 dem Kloster Dobrilugk die Dörfer Trebitz und Dubrau.

Tröbitz auf einer geschichtlichen Karte des Kreises Liebenwerda (1910).

Am 1. Dezember 1871 wurde die Bahnstrecke Falkenberg–Cottbus der Halle-Sorau-Gubener Eisenbahn eröffnet. Der Ort wurde vor allem vom Braunkohlebergbau geprägt, der Ende des 19. Jahrhunderts in der Region aufkam. Im Jahr 1901 eröffnete die Grube Hansa, und in den Jahren 1926 und 1927 erhielt sie als einer der ersten Tagebaue der Welt eine Förderbrücke, die erst Anfang der 1920er Jahre von Friedrich von Delius in Plessa entwickelt und 1924 gebaut wurde. Die dazugehörige Brikettfabrik wurde zu Pfingsten 1952 angefahren. 1961 schloss die Grube schließlich. Neue wirtschaftliche Bedeutung erreichte der Landmaschinenbau im Ort.
Das Braunkohlenwerk, ein Vorgänger des VEB Landmaschinenbau, wurde etwa 1902 errichtet und nach der Insolvenz des Eigentümers, ebenso wie das Braunkohlenwerk Meuro im Senftenberger Revier, von der Industriellenfamilie Werhahn aus dem Rheinland erworben. Als Betriebsleiter für beide Betriebe fungierte ab 1924 Wilhelm Cornelius Werhahn, ein Nachfahre von Wilhelm Werhahn.
Tröbitz gehörte bis 1945 zum Landkreis Luckau in der preußischen Provinz Brandenburg, von 1952 bis 1990 zum Kreis Finsterwalde im DDR-Bezirk Cottbus (1990–1993 im Land Brandenburg).
Seit dem 21. Juli 1992 gehört der Ort zum Amt Elsterland, das seit 1993 Teil des Landkreises Elbe-Elster ist.
 Verlorener Zug 
Bekanntheit erlangte Tröbitz durch einen als der Verlorene Zug bekannt gewordenen Todestransport aus dem KZ Bergen-Belsen. Der Zug war der letzte von dreien, die in Bergen-Belsen mit je 2500 Häftlingen zusammengestellt wurden, da sich die britischen Truppen dem Lager näherten. Ziel sollte das KZ Theresienstadt sein. Am 20. oder 21. April 1945 rollte der Zug in Richtung Falkenberg/Elster und blieb vor der gesprengten Elsterbrücke am Kilometer 101,6 stehen. Am 22. April 1945 wurden dort 16 Tote in einem Sammelgrab beerdigt, und der Zug wurde auf Verlangen der Wehrmacht zu Kilometer 106,7 gebracht. Am 23. April 1945 wurde der Zug dort durch die Rote Armee gefunden, 28 Tote wurden an Ort und Stelle beerdigt und der Zug mit rund 2000 jüdischen Männern, Frauen und Kindern wurde nach Tröbitz mit seinen damals ca. 700 Einwohnern gebracht. Viele der Überlebenden waren ausgehungert und an Typhus erkrankt. In Tröbitz wurde ein notdürftiges Lazarett eingerichtet, wo die Kranken unter Leitung von sowjetischen Ärzten auch durch jüdische Ärzte – ehemalige Häftlinge – behandelt wurden. Mädchen und Frauen aus dem Ort wurden als Pflegepersonal eingesetzt. Durch eine Typhus-Epidemie starben in den folgenden Wochen mehr als 320 Menschen in Tröbitz, unter ihnen 26 Dorfbewohner.

## Bevölkerungsentwicklung
| Jahr | Einwohner |
| ---- | --------- |
| 1875 | 274       |
| 1890 | 318       |
| 1910 | 988       |
| 1925 | 985       |
| 1933 | 918       |
| 1939 | 882       |

| Jahr | Einwohner |
| ---- | --------- |
| 1946 | 1 278     |
| 1950 | 1 301     |
| 1964 | 1 120     |
| 1971 | 1 137     |
| 1981 | 1 190     |
| 1985 | 1 197     |

| Jahr | Einwohner |
| ---- | --------- |
| 1990 | 1 189     |
| 1995 | 1 050     |
| 2000 | 0910      |
| 2005 | 0802      |
| 2010 | 0771      |
| 2015 | 0712      |

| Jahr | Einwohner |
| ---- | --------- |
| 2020 | 663       |
| 2021 | 673       |
| 2022 | 655       |
| 2023 | 627       |
| 2024 | 627       |

 Gebietsstand des jeweiligen Jahres, Einwohnerzahl: Stand 31. Dezember (ab 1991), ab 2011 auf Basis des Zensus 2011, ab 2022 auf Basis des Zensus 2022

## Politik

### Gemeindevertretung
Die Gemeindevertretung von Tröbitz besteht aus acht Gemeindevertretern und dem ehrenamtlichen Bürgermeister. Die Kommunalwahl am 26. Mai 2019 führte zu folgendem Ergebnis:
| Partei / Wählergruppe                     | Stimmenanteil | Sitze |
| ----------------------------------------- | ------------- | ----- |
| Wählergemeinschaft Tröbitz                | 65,6 %        | 5     |
| Wählervereinigung Ländlicher Raum Tröbitz | 24,0 %        | 2     |
| Die Linke                                 | 10,3 %        | 1     |

### Bürgermeister
- 2003–2014: Dieter Schäfer[9]
- seit 2014: Holger Gantke (2014 CDU, 2019 Wählergemeinschaft Tröbitz, 2024 CDU)[10][11]

Gantke wurde in der Bürgermeisterwahl am 9. Juni 2024 ohne Gegenkandidat mit 64,7 % der gültigen Stimmen für eine weitere Amtszeit von fünf Jahren wiedergewählt.

## Sehenswürdigkeiten und Kultur
In der Liste der Baudenkmale in Tröbitz und in der Liste der Bodendenkmale in Tröbitz stehen die in der Denkmalliste des Landes Brandenburg eingetragenen Baudenkmale.

### Bauwerke
- Evangelische Kirche, ihre Grundzüge des Feldsteinbaus stammen aus dem 15. Jahrhundert. Sie besitzt einen ursprünglich aus Elsterwerda stammenden Holzschnitzaltar. Bei einer Feuersbrunst 1719 wurden Großteile der ursprünglichen Kirche vernichtet. In der Folgezeit wurde die Kirche wieder aufgebaut. Aus dem 18. Jahrhundert stammen der Turmaufbau sowie die Haube der Kirche.
- Katholische Kirche St. Michael, 1935 mit finanzieller Unterstützung der Industriellenfamilie Werhahn erbaut[13]

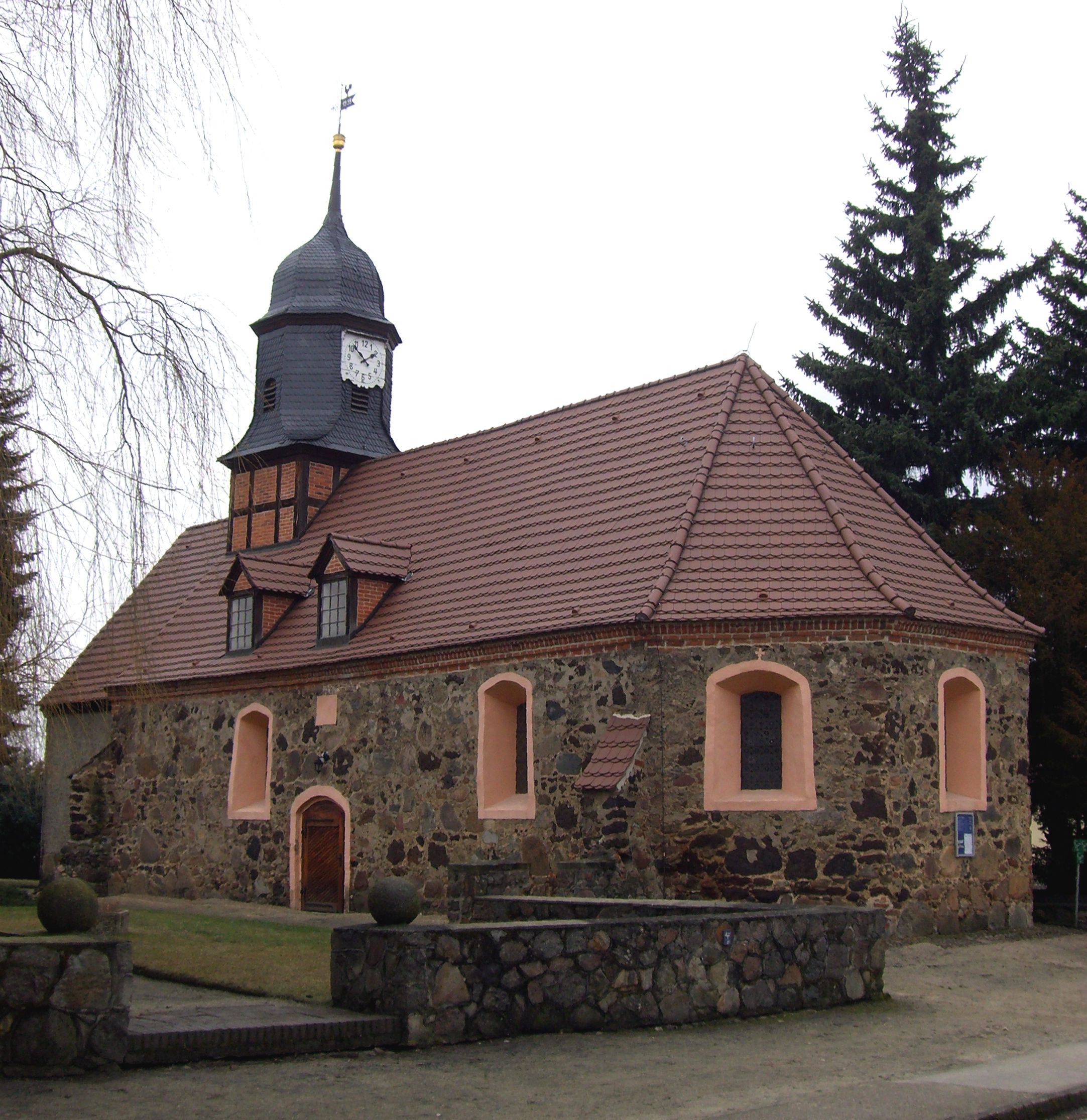
Evangelische Kirche
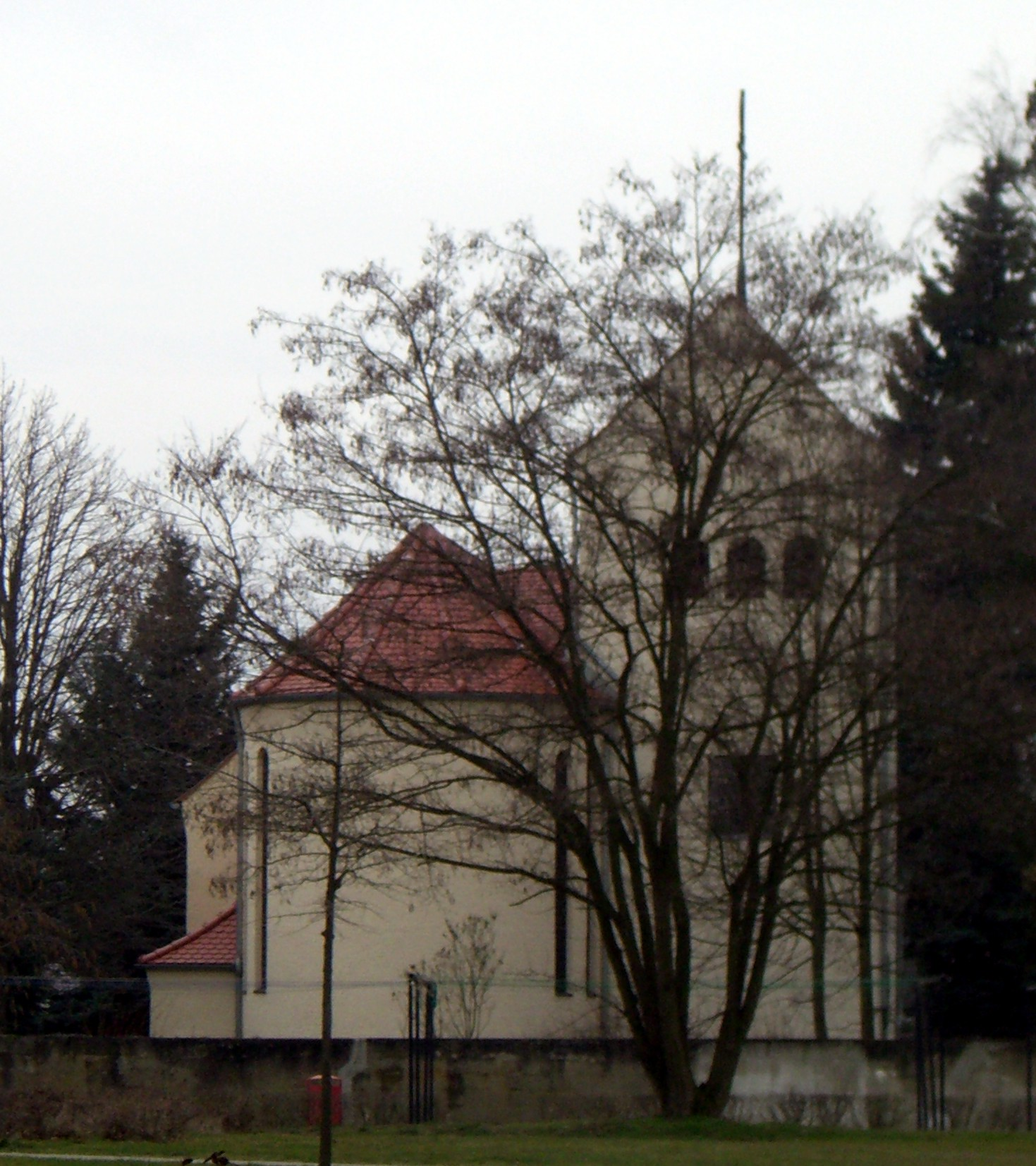
Katholische Kirche
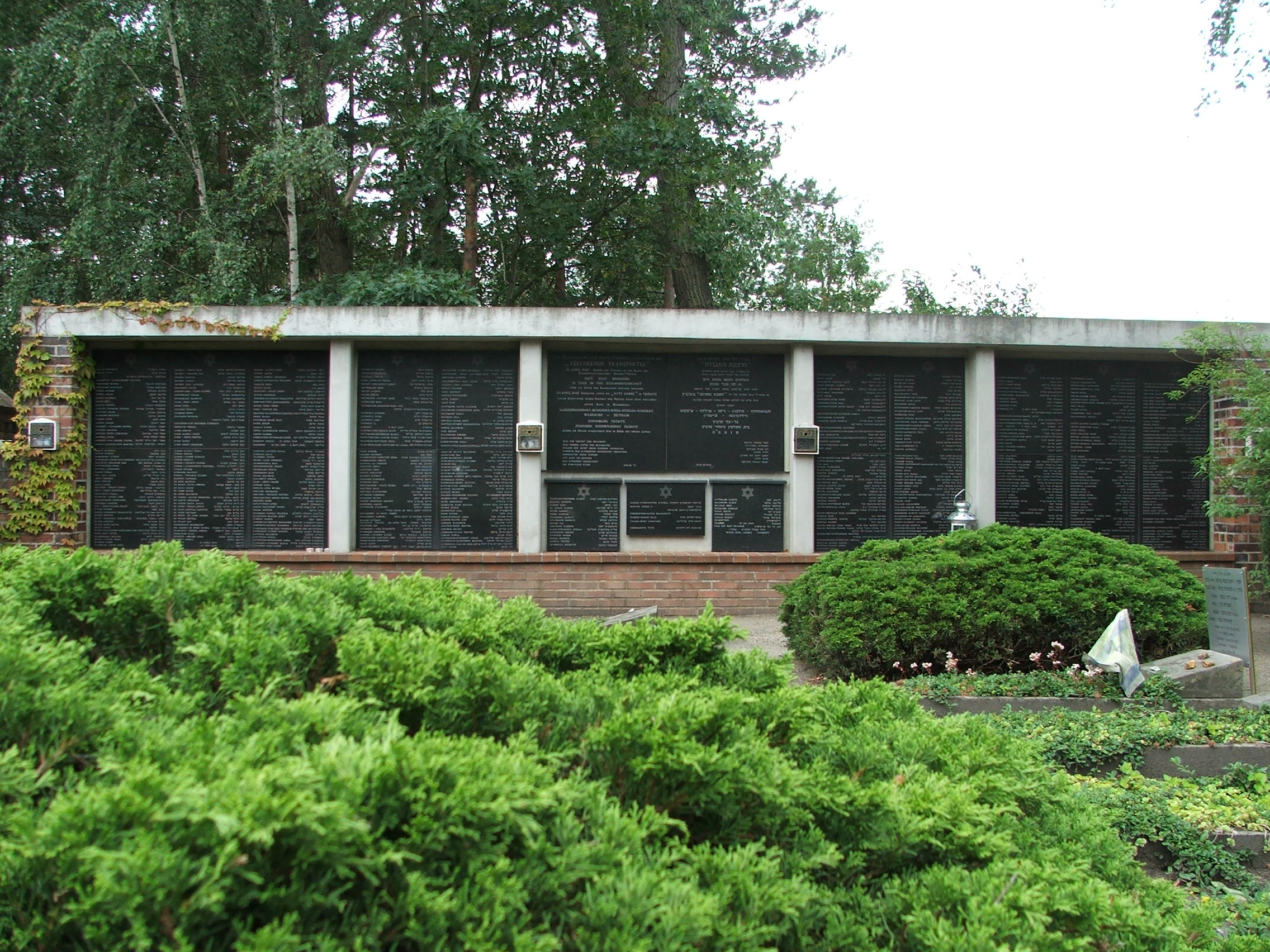
Namenstafel auf dem jüdischen Friedhof
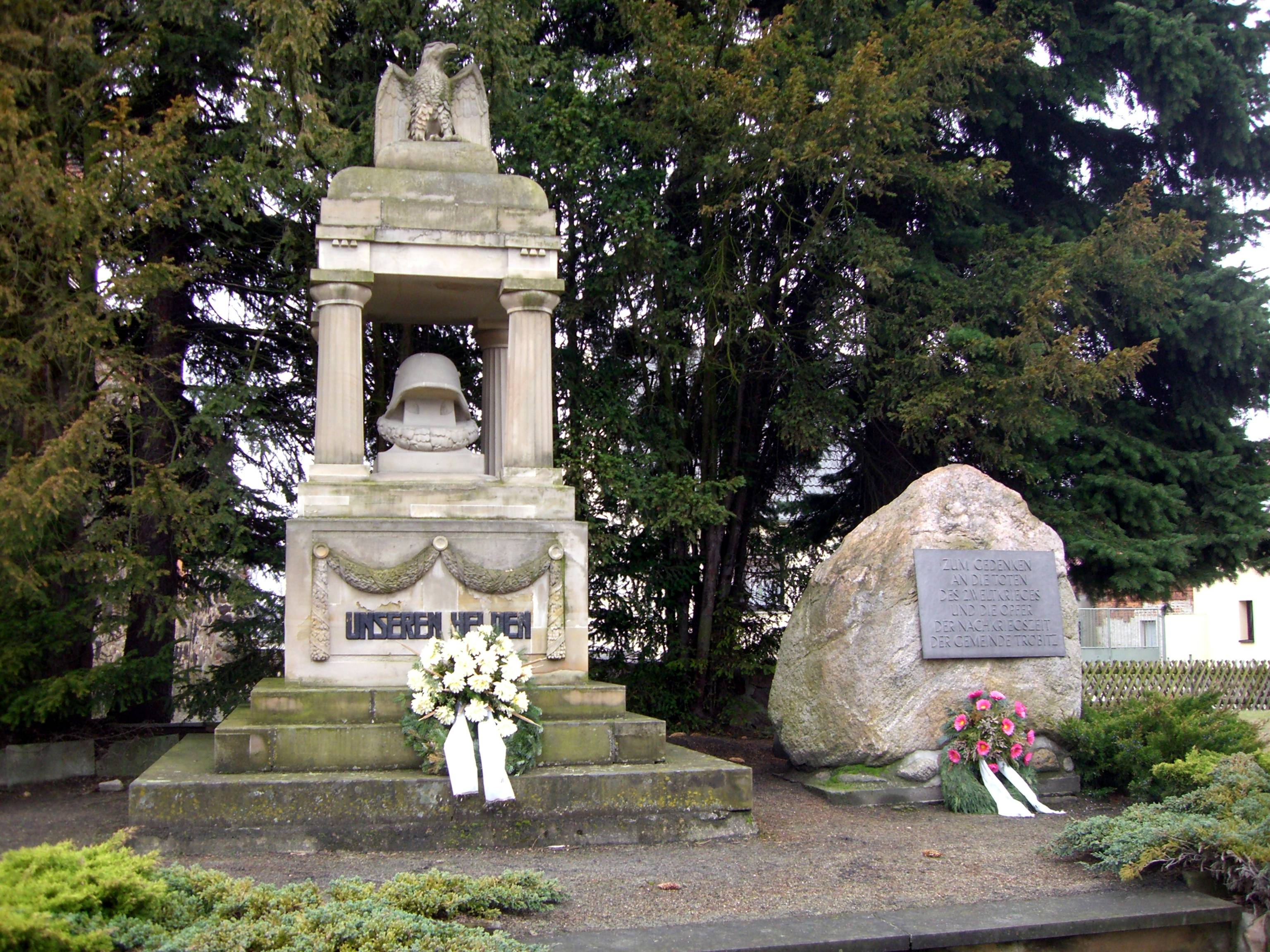
Denkmal für die Opfer des Ersten Weltkriegs

### Gedenkstätten
- Jüdischer Ehrenfriedhof von 1945 in der Schulstraße neben dem Gemeindefriedhof mit Gedenkstein von 1966 für die etwa 320 umgekommenen Insassen eines Evakuierungstransportes aus dem KZ Bergen-Belsen, dazu seit 1988 zwei Granitplatten mit bisher nicht genannten Opfern sowie seit 1995 eine Gedenkwand mit den Namen aller Opfer
- Gedenkstein im Wald neben der Bahnstrecke für 17 (richtig: 28) jüdische Opfer
- Gedenkmauer von 1952 an der Hauptstraße neben der Kirche für 160 Tote des KZ-Evakuierungstransports. Seit 1995 gibt es an der Stelle ihrer Gemeinschaftsgräber zwei Gedenktafeln.
- Freiluftausstellung für die Opfer des Verlorenen Zuges[14]
- Tempelartiges Kriegerdenkmal auf einem dreistufigen Sockel sowie ein großer Findling mit einer Gedenktafel für die gefallenen Tröbitzer Einwohner des Ersten und Zweiten Weltkriegs[15]

## Wirtschaft und Infrastruktur

### Wirtschaft
Bis in die 1960er Jahre bestimmte der Braunkohlebergbau das Bild in Tröbitz. Nach dem Ende des Bergbaus wurde das Braunkohlenwerk in den VEB Landmaschinenbau umgewandelt. Dieser dominierte bis 1990 die Tröbitzer Industrielandschaft. Mit der Schließung des Werks und dem Verlust des Großteils der Arbeitsplätze im Ort wurden viele ältere Industriegebäude insbesondere auf dem Gebiet des ehemaligen VEB nicht mehr benötigt und stehen seitdem leer bzw. wurden in der Folgezeit abgerissen. So befindet sich z. B. in der Nähe des Sportplatzes der Ende der 1980er Jahre begonnene Bau eines Wohnheims, das über das Rohbaustadium nicht hinaus kam und ursprünglich für mosambikanische Gastarbeiter gedacht war. Teile des ehemaligen Werks konnten jedoch einer neuen Nutzung zugeführt werden. So siedelte sich hier mit TST (Tröbitzer Systemtechnik, Teil der Akson AG) einer der größten Arbeitgeber des Ortes an (70 Beschäftigte). Des Weiteren entwickelte sich aus dem ehemaligen Sachsenring-Zweigwerk die heutige HQM Rohrleitungssysteme GmbH, die mit 46 Beschäftigten als Automobilzulieferer tätig ist. Mit der Pietsch Metallbau GmbH residiert im Industriepark ein weiterer Metallverarbeitungsbetrieb. Im ehemaligen Kulturhaus ist die Firma Etapart (Strahlungsheizungen, 26 Beschäftigte) ansässig. Kleinere Unternehmen sind z. B. LMB Tröbitz (ca. 15 Beschäftigte) und die Henry Witt KG (ca. 10 Beschäftigte). Es gibt in Tröbitz zwei kleinere Autohäuser mit angeschlossenen Werkstätten sowie einen Autoteileshop. Große Arbeitgeber der Region sind des Weiteren der Öffentliche Dienst (Amt Elsterland, Schulen, Bundeswehr) und kirchliche Einrichtungen wie z. B. die Diakonie inklusive zugehöriger Kindertagesstätte und Schule in Tröbitz.

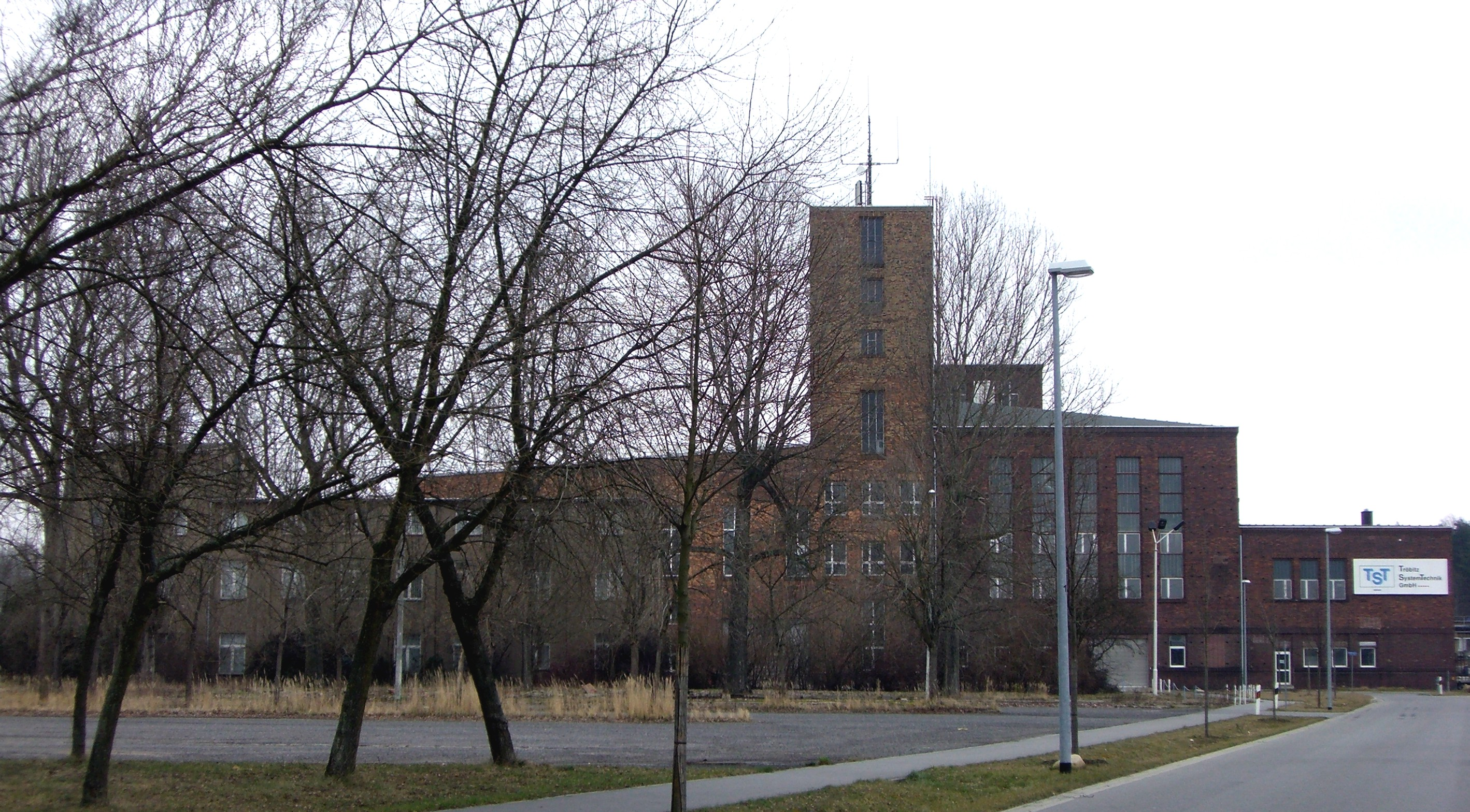
Ehemaliges Betriebsgelände des VEB Landmaschinenbau, heute u. a. Sitz der Firma TST
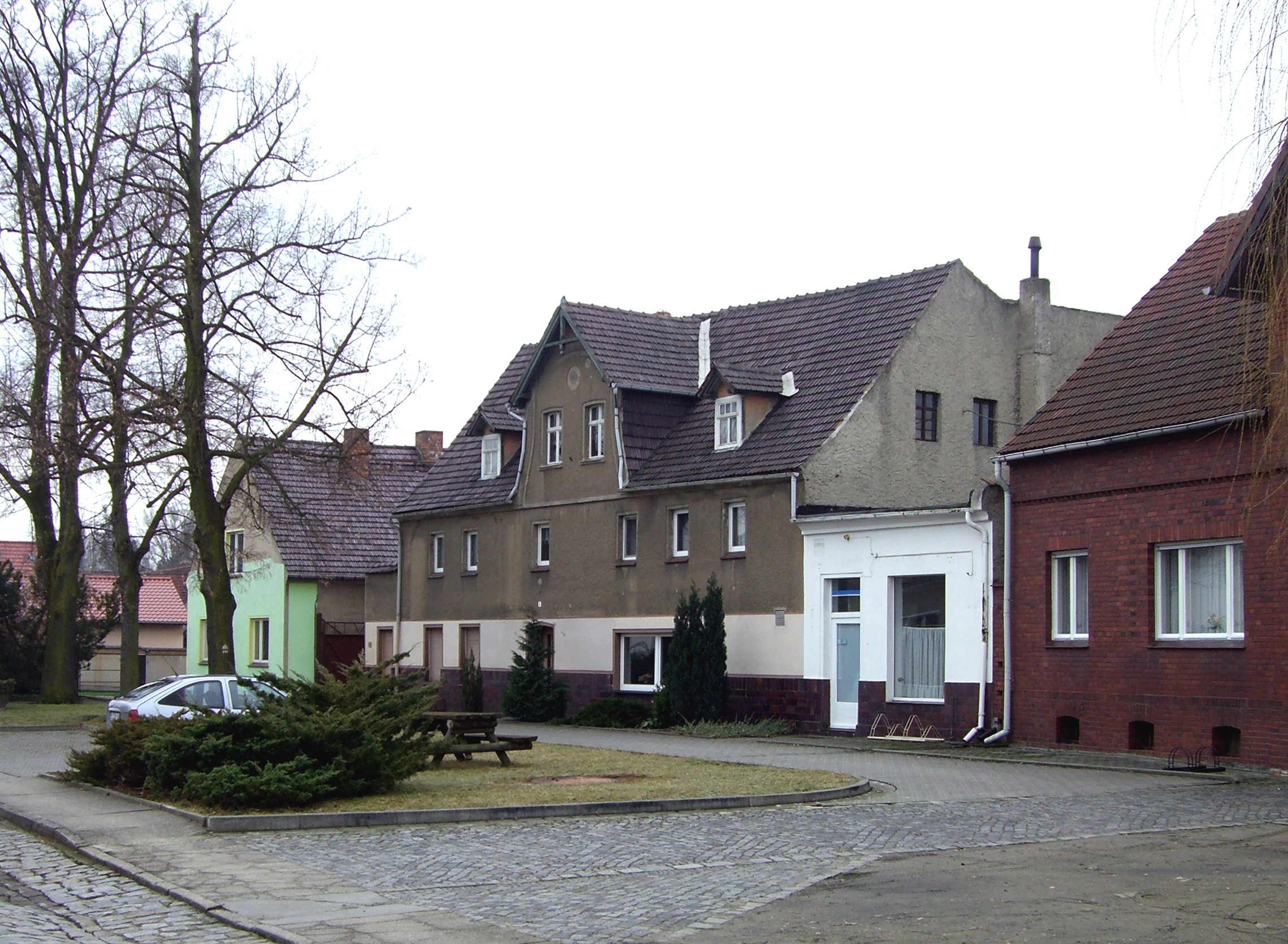
Ehemalige Gaststätte an der Hauptstraße
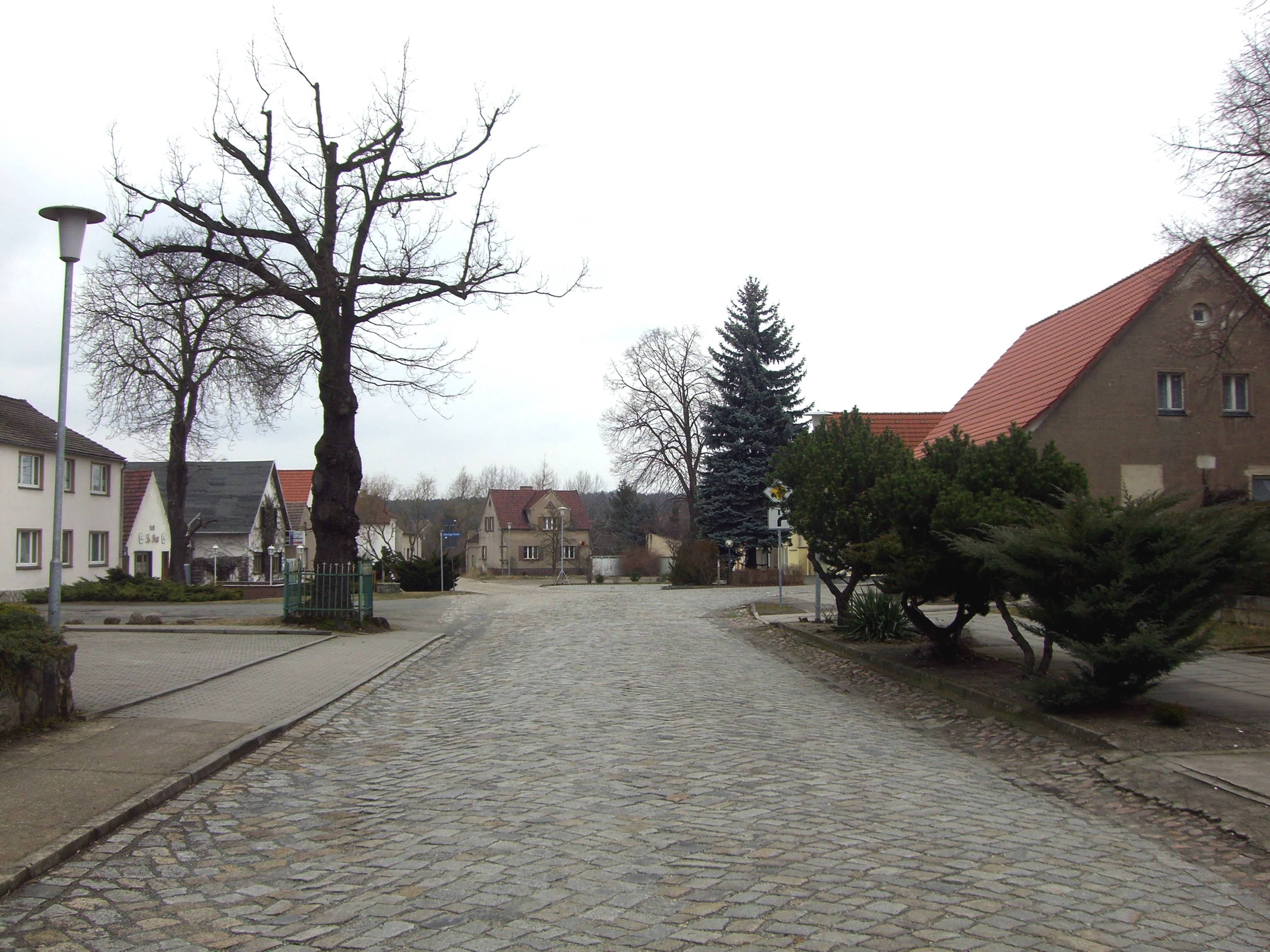
Hauptstraße
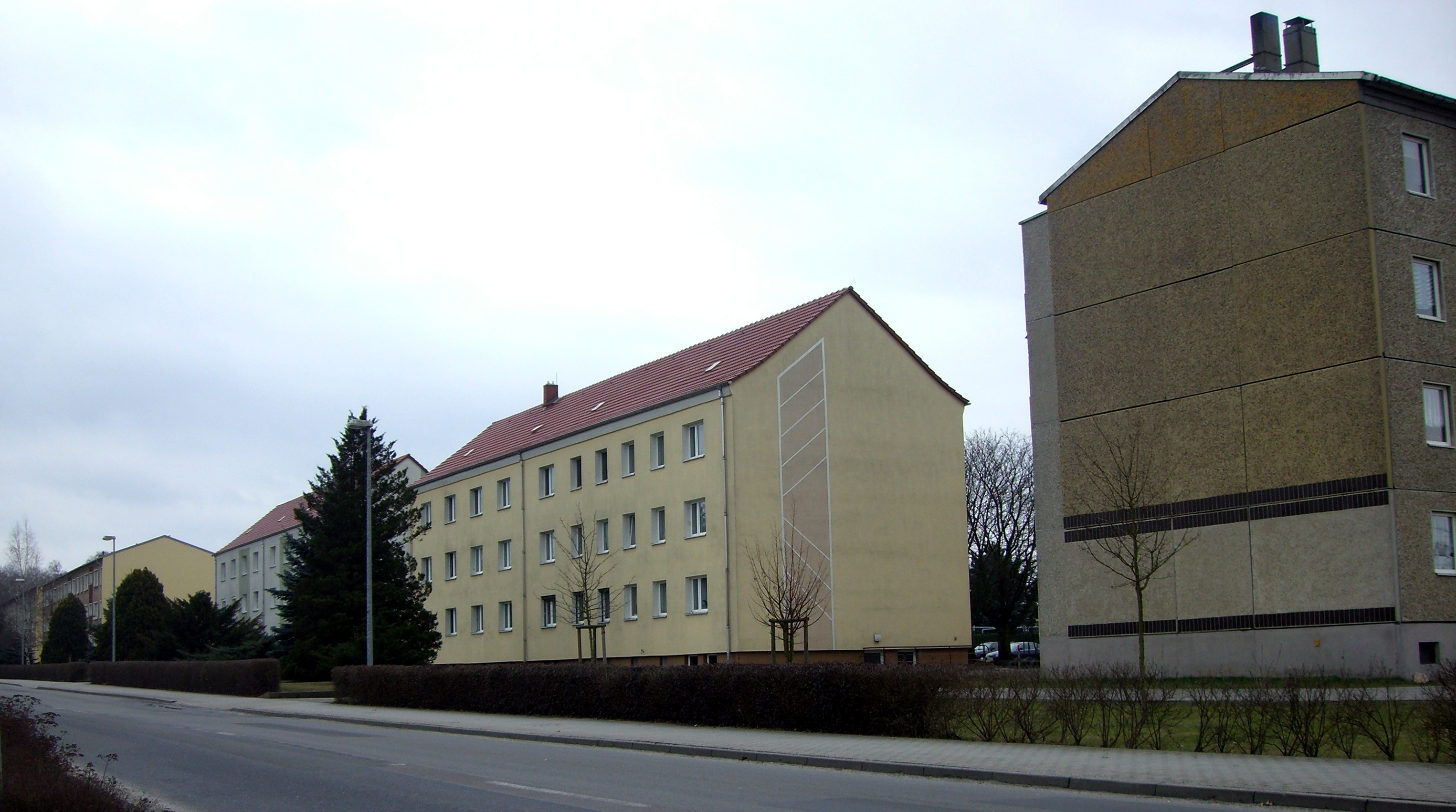
Liebenwerdaer Chaussee mit den dort typischen Wohnblocks
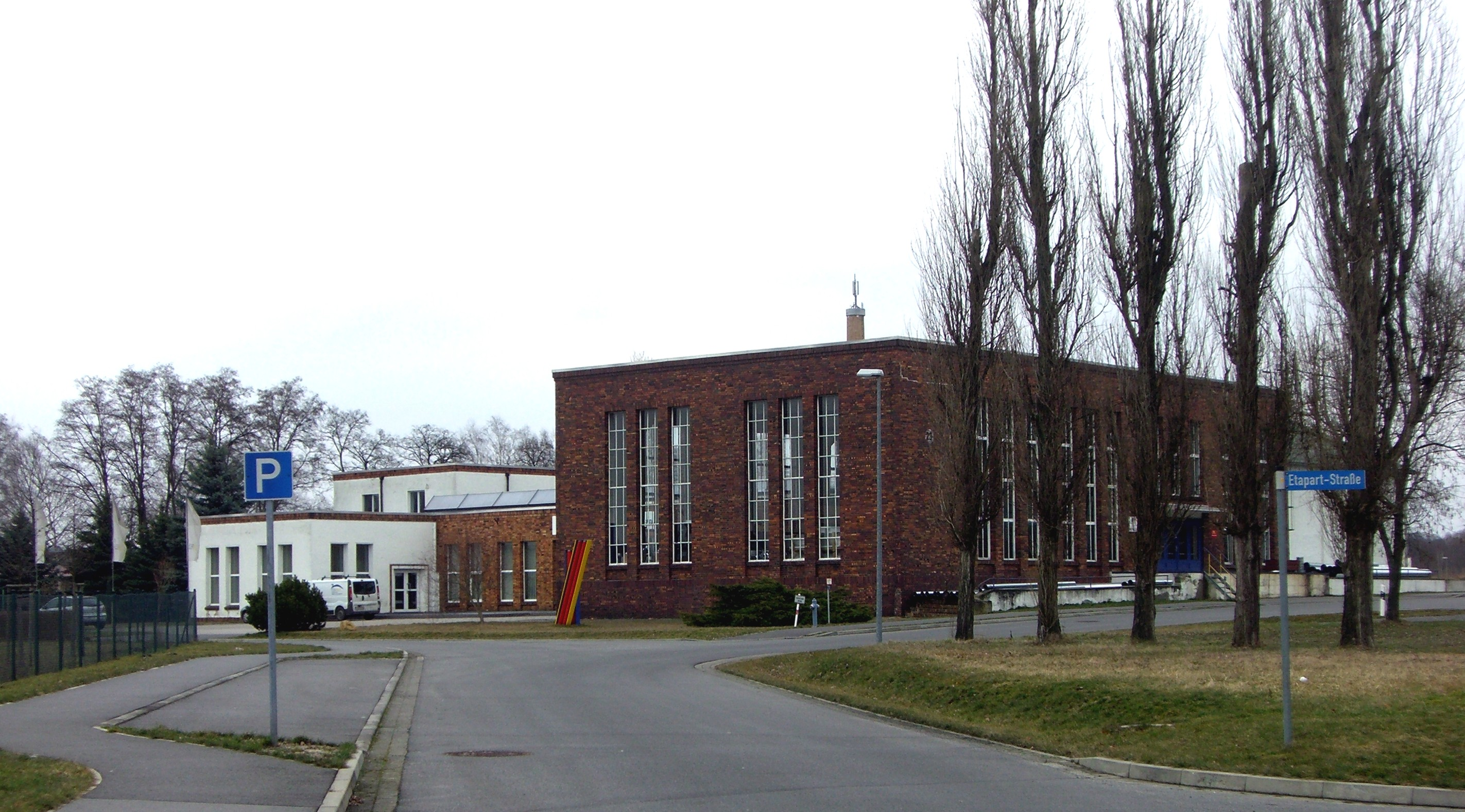
Ehemaliges Kulturhaus, heute Sitz der Firma Etapart

### Verkehr
In Tröbitz treffen die Landesstraßen L 60 (Falkenberg/Elster–Finsterwalde) und L 65 (Tröbitz–Bad Liebenwerda) zusammen.
Die Bahnstrecke Halle–Cottbus verläuft durch den Ort, es gibt jedoch keinen Personenbahnhof.

### Sport

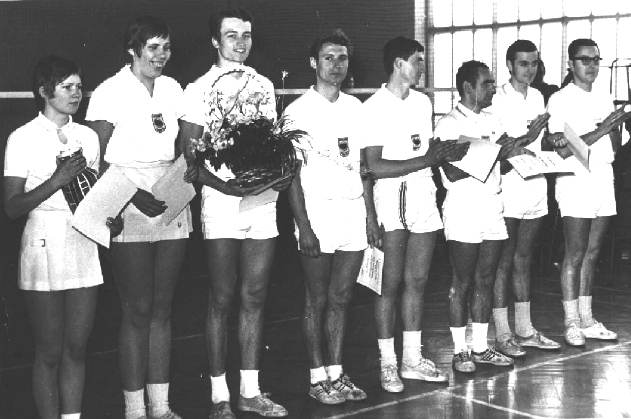
Meistermannschaft der BSG Aktivist Tröbitz 1971

Bekanntester Verein des Ortes ist der Badminton-Verein Tröbitz. Er errang zahlreiche DDR-Meistertitel, unter anderem den ersten Mannschaftsmeistertitel 1960, von 1962 bis 1971 weitere zehn Teamtitel in Folge sowie weit über hundert Einzeltitel.
Außerdem sind in Tröbitz der Sportverein Blau-Weiss Tröbitz und ein Anglerverein aktiv.
Zwischen der Turnhalle und dem Betriebsgelände erstreckt sich der Sportplatz. 1995 wurde in Tröbitz ein solarbeheiztes Erlebnisbad eröffnet.

### Vereine
Neben den Sportvereinen sind im Ort der Jugendclub, der Seniorenverein und der Gartenverein Am Birkeneck aktiv.

## Persönlichkeiten

### Söhne und Töchter des Ortes
- Helga Krüger (* 1936), DDR-Meisterin im Badminton
- Klaus Vogel (* 1939), DDR-Mannschaftsmeister im Badminton
- Klaus-Peter Färber (* 1947), mehrfacher DDR-Meister im Badminton
- Ruth Mertzig (* 1947), mehrfache DDR-Meisterin im Badminton
- Werner Michael (1949–2003), DDR-Meister im Badminton
- Roland Riese (* 1949), mehrfacher DDR-Meister im Badminton
- Gerhard Riese (* 1954), Badmintonspieler

### Mit Tröbitz verbundene Persönlichkeiten

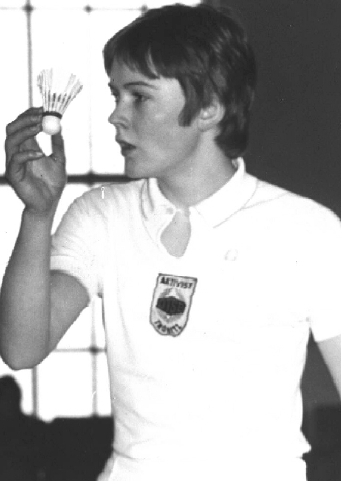
Monika Cassens, erfolgreichste Badmintonspielerin der DDR

- Richard Arlt (1911–1999), Widerstandskämpfer gegen den Nationalsozialismus, Werkleiter
- Erika Arlt (1926–2015), Autorin, dokumentierte den Verlorenen Zug
- Celino Bleiweiß (* 1937), Regisseur und Filmbuchautor (lebte als Kind vier Jahre in Tröbitz)
- Gerolf Seemann (* 1940), mehrfacher DDR-Meister im Badminton
- Gottfried Seemann (* 1940), mehrfacher DDR-Meister im Badminton
- Rita Gerschner (1941–2024), mehrfache DDR-Meisterin im Badminton
- Annemarie Seemann (* 1942), mehrfache DDR-Meisterin im Badminton
- Klaus Katzor (* 1942), mehrfacher DDR-Meister im Badminton
- Erich Wilde (* 1943), mehrfacher DDR-Meister im Badminton
- Joachim Schimpke (* 1944), mehrfacher DDR-Meister im Badminton
- Frank-Thomas Seyfarth (* 1952), DDR-Meister im Badminton
- Monika Cassens (* 1953), mehrfache DDR-Meisterin im Badminton
- Christine Maertin (* 1960), Badmintonspielerin
- Carmen Prinz (* 1960), Badmintonspielerin
- Petr Báša (* 1965), tschechischer Meister im Badminton, ehemaliger Spieler des BV Tröbitz (1993–2006)
- Ludmila Bášová (* 1968), tschechische Meisterin im Badminton, ehemalige Spielerin des BV Tröbitz (1994–2004)
- Peggy Nietgen (* 1986), Fußballerin, begann ihre Karriere in Tröbitz